# كرايغ أوغدن
كرايغ أوغدن (بالإنجليزية: Craig Ogden)‏ هو عازف الغيتار الكلاسيكي وعازف قيثارة أسترالي، ولد في 1950.

## وصلات خارجية
- كرايغ أوغدن على موقع ميوزك برينز (الإنجليزية)
- كرايغ أوغدن على موقع ديسكوغز (الإنجليزية)